# Aifric Keogh
Aifric Keogh (født 9. juli 1992) er en irsk roer.
Hun repræsenterede Irland under sommer-OL 2020 i Tokyo, hvor hun tog bronze i firer uden styrmand.